# NGC 3408
NGC 3408 is een spiraalvormig sterrenstelsel in het sterrenbeeld Grote Beer. Het hemelobject werd op 8 april 1793 ontdekt door de Duits-Britse astronoom William Herschel.

## Synoniemen
- UGC 5977
- MCG 10-16-16
- ZWG 291.6
- IRAS 10490+5842
- PGC 32616